# 海德赖海伊
海德赖海伊，是匈牙利绍莫吉州所辖的一个村。总面积25.51平方公里，总人口412，人口密度16.2人/平方公里（2011年1月1日）。